# Equality Act
L'Equality Act és una proposta de llei aprovada per la Cambra de Representants dels Estats Units el 17 de maig de 2019 que esmenaria la Llei de Drets Civils per a “prohibir la discriminació ... basada en el sexe, l'orientació sexual, la identitat sexual, o per embaràs, part o condició mèdica similar d’un individu, així com per estereotips basats en el gènere”. El Senat dels Estats Units la va rebre per considerar el 20 de maig de 2019.